# Kemp (Teksas)
Kemp je grad u američkoj saveznoj državi Teksas. Prema popisu stanovništva iz 2010. u njemu je živjelo 1.154 stanovnika.